# Okolnitchy
Okolnitchy (en russe : око́льничий) était un titre et un poste à la cour des dirigeants russes depuis l'invasion mongole de la Rus', durant le XIIIe siècle, jusqu'à la réforme du gouvernement entreprise par Pierre Ier le Grand, au début du XVIIIe siècle. Le titre d’okolnitchy était le deuxième rang le plus élevé après celui de boyard.

## Historique
Les premières tâches connues des okolnitchy consistaient à organiser le voyage et les quartiers des grands princes et des tsars, à accueillir les ambassadeurs étrangers et à les présenter à la cour.
À l'origine, le rang d’okolnitchy était le deuxième plus élevé après celui de boyard, alors qu’il remplissait souvent des fonctions similaires. Initialement, leur nombre était très restreint, mais il a augmenté avec le temps et ils ont acquis davantage de fonctions. Un okolnitchy pouvait diriger un bureau d'État (prikaz) ou un régiment, il pouvait aussi s'agir d'un ambassadeur.
Selon la hiérarchie féodale du système mestnitchestvo, une personne ne pouvait devenir boyard à moins qu'un membre de sa famille ait récemment occupé un rang de boyard ou d’okolnitchy. En conséquence, la position d’okolnitchy était un pas avant l'attribution du rang de boyard à un non-noble. Même le prince Dmitri Pojarski, bien qu'ayant le titre de knèze riourikide, et étant considéré comme « Sauveur de la patrie », ne pouvait pas avoir un rang plus haut qu’okolnitchy, car ni ses parents ni ses oncles n'avaient jamais eu un rang plus élevé que stolnik.
Au début du règne des Romanov, les 18 familles les plus nobles de la Moscovie ont eu le privilège de commencer leur carrière officielle au rang d’okolnitchy en évitant tous les rangs inférieurs. À la même époque, les positions d’okolnitchy étaient différenciées et certaines d’entre elles (quartiers okolnitchy ou proches okolnitchy) étaient de rang supérieur à celui de non-boyards. Les termes découlent d'un classement semi-formel basé sur la proximité à la table du tsar.
Le titre d’okolnitchy disparaît lors de l'établissement de la table des Rangs par Pierre Ier en 1722. Cette table déterminait le degré de dignité des serviteurs de l'État, civils ou militaires, répartis sur quatorze degrés.